# Landelijke Kamer van Verenigingen
De Landelijke Kamer van Verenigingen (LKvV) is een landelijk overkoepelend orgaan voor studentengezelligheidsverenigingen in Nederland. 

## Geschiedenis
De vereniging werd opgericht in 1967. In 2022 waren er 49 studentengezelligheidsverenigingen en 12 plaatselijke Kamers van Verenigingen bij de koepelorganisatie aangesloten. Hiermee behartigde de vereniging de belangen van zo'n 47.000 studenten.

## Doel en missie
De vereniging heeft tot doel de belangen van studentenverenigingen te behartigen alsmede de onderlinge contacten te versterken en te stimuleren en de beeldvorming rond studenten positief te beïnvloeden. Hiertoe organiseert zij onder andere congressen en landelijke acties en vaardigt zij persberichten uit. Daarnaast fungeert de vereniging als lobbyist bij bestuursorganisaties zoals de Tweede Kamer en de ministeries van OCW en VWS.
Tot de jaren zeventig had de LKvV zitting in de Studentenkamer. Sinds de jaren zeventig bestaat dat landelijke overlegorgaan nog slechts uit het Interstedelijk Studenten Overleg en de Landelijke Studentenvakbond, daar deze twee organisaties gezamenlijk alle (verenigde) studenten vertegenwoordigen. 

### Congressen
Gedurende het jaar organiseert de LKvV een viertal congressen en een conferentie voor de bestuurders van haar lidverenigingen. Deze evenementen zijn: 
- het "Financieel Congres"
- de "Vertrouwenscontactpersonendag"
- de "Sociëteitsdag"
- het "Introductieperioden Congres"
- het "Beleid, Organisatie en Management Weekend"

## Plaatselijke Kamers
- Contractus Groningen
- Amsterdamse Kamer van Verenigingen
- Plaatselijke Kamer van Verenigingen Leiden
- PKvV Fact (Enschede)
- Federatie Utrechtse Gezelligheidsverenigingen
- Verenigingsraad Delft
- Wageningse Kamer van Verenigingen
- Rotterdamse Kamer van Verenigingen
- Bestuurlijk Overleg Studentenverenigingen (Nijmegen)
- Stichting Overleg Tilburgse Studentenverenigingen
- Compositum “Communis Opinio” (Eindhoven)
- Maastrichtse Kamer van Verenigingen